# Kang Duk Kwan
Kang Duk Kwan es una de las nueve escuelas originales de taekwondo, que dio lugar junto con otras escuelas al sistema del kukkiwon. Esta escuela fue fundada a finales de la década de 1950, formada por los estudiantes de la YMCA Kwon Bop Bu (Chang Moo Kwan): Byung In Yoon, Chul Hee Park y Jong Pyo Hong.
Hoy, la Kang Duk Kwan existe en Corea y es oficialmente conocida como Taekwondo Kang Duk Kwan, existiendo como un club social que endosa el currículo del Kukkiwon y de la World Taekwondo Federation.